# Саркисов, Армаис Асатурович
Армаис Асатурович Саркисов (8.5.1922, Баку — 25.6.1944, Витебская область) — командир пулемётного расчёта 158-го гвардейского стрелкового полка 51-й гвардейской стрелковой дивизии 6-й гвардейской армии 1-го Прибалтийского фронта, гвардии ефрейтор. Герой Советского Союза.

## Биография
Родился 8 мая 1922 года в городе Баку в семье служащего. Армянин. Когда началась Великая Отечественная война Армаис пришёл в военкомат, но был оставлен в тылу. Заводу нужны были специалисты.
Только в августе 1943 года Саркисова призвали в Красную Армию. С января 1944 года участвовал в боях с немецкими войсками, освобождал Украину и Белоруссию. Отличился при форсировании реки Западная Двина.
25 июня 1944 года гвардии ефрейтор Саркисов в числе первых в роте под огнём противника переправился на левый берег реки Западная Двина. В бою за плацдарм у деревни Балбечье участвовал в отражении десяти контратак немцев. Когда был ранен командир роты, гвардеец под огнём противника вынес офицера, но в последнюю минуту сам был смертельно ранен.
Указом Президиума Верховного Совета СССР от 22 июля 1944 года «за образцовое выполнение заданий командования и проявленные мужество и героизм в боях с немецко-фашистскими захватчиками» гвардии ефрейтору Саркисову Армаису Асатуровичу присвоено звание Героя Советского Союза (посмертно).
Похоронен в деревне Мишковичи Шумилинского района Витебской области. Именем Героя названа улица в армянском городе Горис. В селе Тех Горисского района установлена мемориальная доска, а в деревне Голыни Бешенковичского района воздвигнут обелиск.